# Moriwaki
Moriwaki Engineering és una empresa japonesa fabricant de productes especialitzats d'alt rendiment i accessoris per a motocicletes i automòbils. Fundada el 1973 per Mamoru Moriwaki, un preparador de motocicletes i propietari d'equips de competició, té la seu a Suzuka, prefectura de Mie.

## El fundador
Mamoru Moriwaki va començar la seva carrera com a pilot de motociclisme corrent amb l'equip de Hideo "Pops" Yoshimura, un respectat mecànic  i preparador de motocicletes actiu en les competicions de motociclisme al Japó. Tot i que Moriwaki no va rebre cap formació específica en enginyeria mentre treballava per a Yoshimura, es va fer autodidacta i va aprendre enginyeria mecànica a partir de llibres manllevats de la seva escola secundària local. Moriwaki es va casar amb Namiko Yoshimura, la filla gran de Pops, mentre treballava per al seu pare. A més, va competir amb èxit en curses d'automobilisme amb un cotxe esportiu Honda S800 preparat per Yoshimura, amb el qual va assolir una victòria de classe a les 6 Hores de Fuji de 1970 i a la classe GTS1 del Gran Premi del Japó del 1971.
El 1971, Yoshimura va prendre la decisió de traslladar la seva empresa als Estats Units per tal d'aprofitar el puixant mercat de motocicletes nord-americà. Moriwaki es va negar a deixar la seva casa del Japó i això va crear una fractura entre tots dos; tanmateix, al cap d'un any Yoshimura va tornar al Japó i va demanar ajuda a Moriwaki després d'haver perdut tots els seus diners en una estafa arran d'una transacció comercial als Estats Units. Moriwaki li va deixar els diners per tal que se'n pogués refer. Yoshimura va fundar un dels principals fabricants de peces d'alt rendiment de motocicletes als Estats Units i es va relacionar estretament amb el programa de curses de Suzuki.

### Moriwaki i Kawasaki

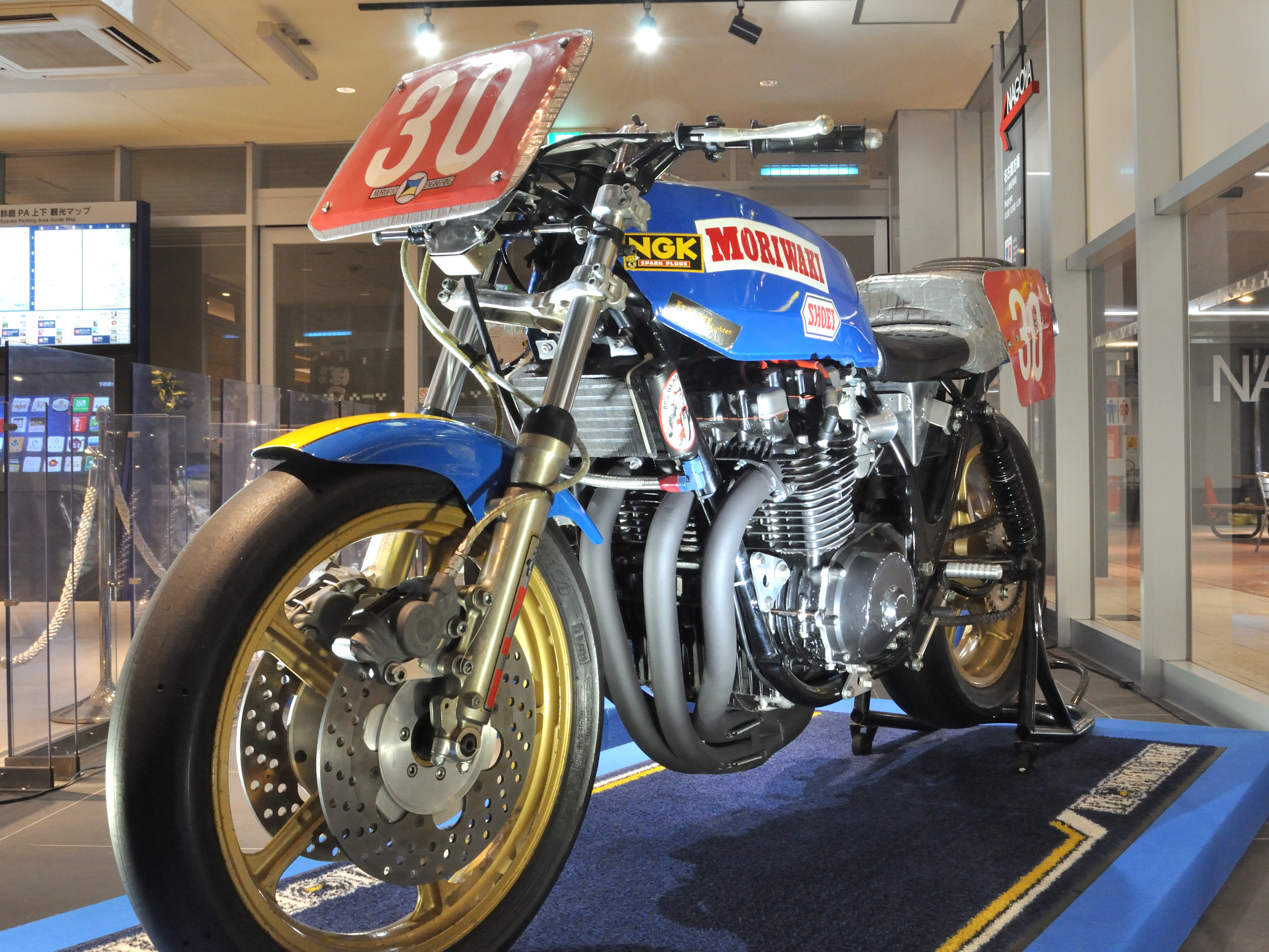
La Moriwaki Kawasaki que va pilotar Wayne Gardner el 1981

Moriwaki, al seu torn, va romandre al Japó i el 1973 va fundar Moriwaki Engineering a la ciutat de Suzuka. Es va fer especialment conegut per modificar motors i construir bastidors per a la Kawasaki Z1. Les seves motos van ser pilotades amb èxit pel neozelandès Graeme Crosby als campionats australians de Superbike a finals de la dècada del 1970. El 1978, Crosby i el seu company d'equip Tony Hatton van acabar tercers a les prestigioses 8 Hores de Suzuka. La reputació de Moriwaki va continuar creixent quan Crosby i Akitaka Tomie van classificar una Moriwaki Kawasaki a la pole position de les 8 Hores de Suzuka de 1979, per davant de tots els principals equips de competició de fàbrica. A les 8 Hores de Suzuka de 1980, l'equip Moriwaki de Dave Aldana i David Emde es va classificar en segon lloc, per davant de l'equip oficial de Kawasaki amb suport de fàbrica d'Eddie Lawson i Gregg Hansford.
El 1981, després que Crosby se n'anés a competir al mundial de motociclisme, Moriwaki va contractar l'australià Wayne Gardner. També al 1981, Moriwaki va desenvolupar el primer bastidor d'alumini del món per a motocicletes de gran cilindrada i el va fer participar en competicions. Gardner i John Pace van qualificar la seva Moriwaki Kawasaki a la pole position de les 8 Hores de Suzuka de 1981, guanyant una vegada més a tots els equips de curses de fàbrica més importants. A continuació, Gardner va aconseguir amb la Moriwaki Kawasaki el quart lloc a la cursa de Superbike de Daytona de 1981, darrere dels pilots de Yoshimura Suzuki Graeme Crosby i Wes Cooley i el pilot d'Honda Freddie Spencer. Moriwaki i Gardner van passar aleshores al campionat britànic de Superbike, guanyant la seva primera cursa a Anglaterra. Gardner va arribar a l'última cursa de la temporada amb opcions al títol, però una fallada en el motor el va relegar al tercer lloc final del campionat. Els impressionants resultats de Gardner amb la Moriwaki Kawasaki finalment li van fer aconseguir un contracte amb l'equip de curses de fàbrica d'Honda, amb el qual va aconseguir el campionat del món de 500cc el 1987.

### Moriwaki i Honda

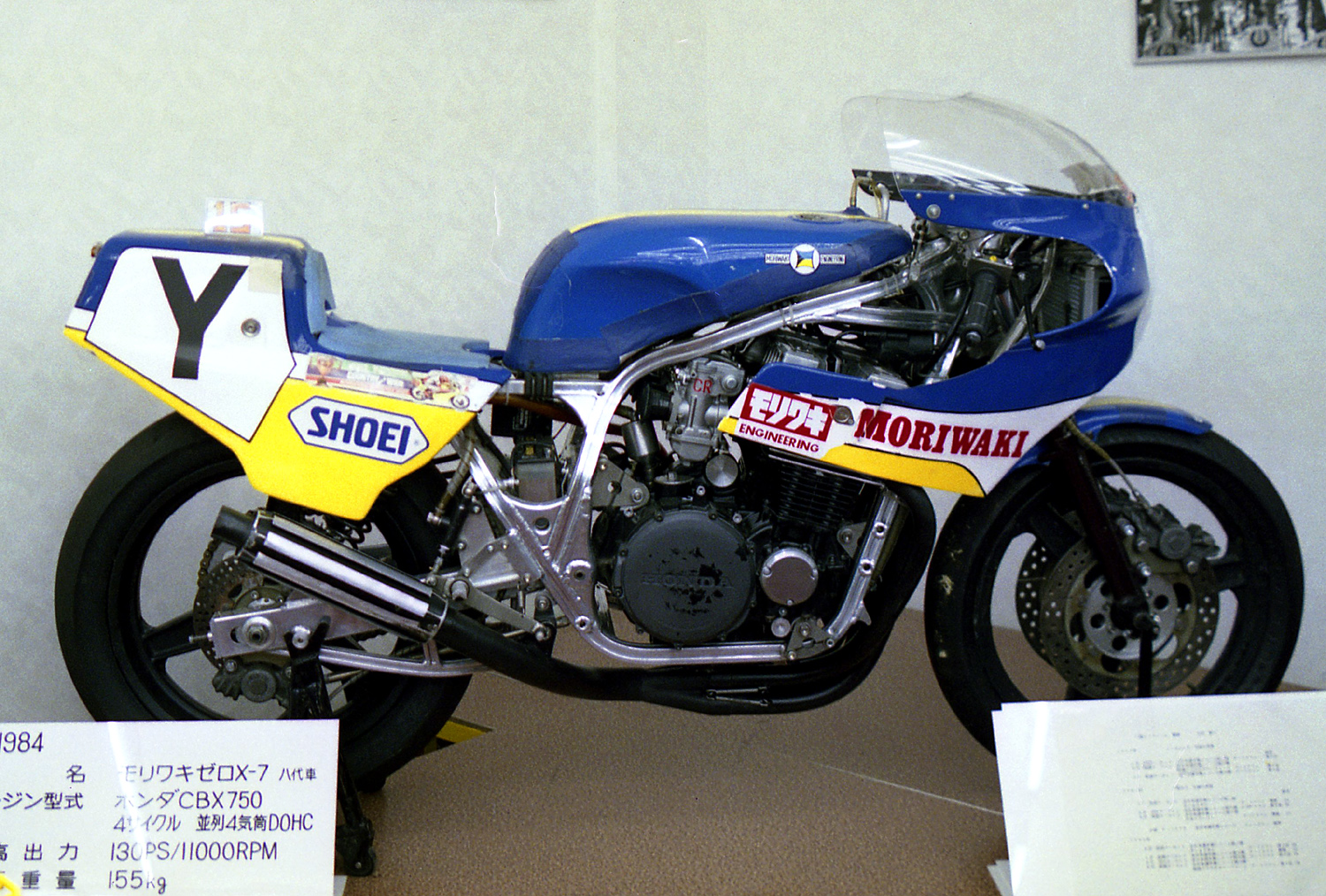
Una Moriwaki Honda Zero X-7 de 1984

Durant la dècada del 1980, Moriwaki es va associar estretament amb Honda Racing Corporation, la divisió de curses de l'empresa matriu Honda. Moriwaki va ser la primera empresa externa que va obtenir permís d'Honda per a fer servir els seus motors de competició. Del 2003 al 2005, Moriwaki va competir a la categoria "reina" del mundial, MotoGP, amb un motor d'Honda RC211V muntat en un bastidor dissenyat per l'empresa. Moriwaki va obtenir un valuós coneixement d'aquesta experiència i el 2010, una moto amb bastidor Moriwaki cedida al Gresini Racing va aconseguir el títol inaugural de Moto2 amb Toni Elías de pilot.[16] Amb l'MD600, Elías va guanyar set curses i es va assegurar el campionat amb un quart lloc al Gran Premi de Malàisia, celebrat a Sepang.

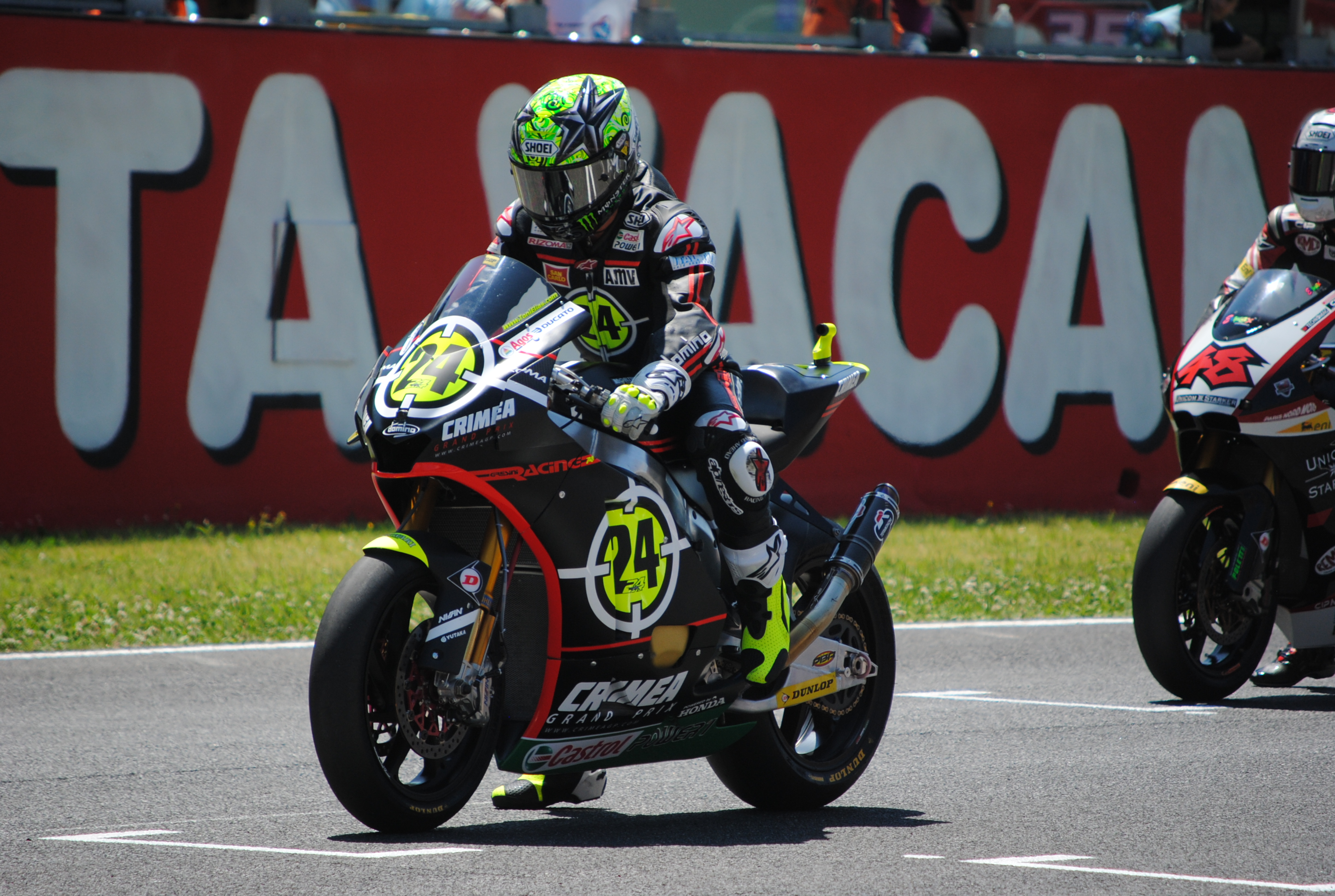
Toni Elías amb la Moriwaki MD600 a Mugello el 2010

La fórmula de la classe de Moto2 es basa en una especificació universal del motor i l'equipament auxiliar, el qual és subministrat als equips per mitjà dels organitzadors del campionat: inicialment n'era un de basat en l'Honda CBR600RR, fins que el 2019 fou substituït pel Triumph Street Triple RS 765. El combustible, els frens hidràulics i els pneumàtics també estan controlats. Els equips poden fer servir qualsevol proveïdor de xassís, suspensió i carrosseria sota regulacions estrictes que garanteixen que cap equip destaqui per raó d'una millor tecnologia o despesa.

## Midori Moriwaki i el mundial de Superbike
A finals del 2018, a l'EICMA, es va anunciar que Moriwaki s'ajuntaria amb Honda Racing Corporation per a competir amb l'Honda Fireblade al mundial de Superbike del 2019 amb Leon Camier i Ryuichi Kiyonari de pilots. Fent servir inicialment com a base les especificacions del campionat del Japó de Superbike, l'equip va col·laborar amb Althea Racing, amb seu a Europa. Anteriorment, Honda estava aliada amb l'equip Ten Kate Racing, però a causa dels mals resultats l'empresa va decidir d'associar-se a llarg termini amb un equip amb llarga experiència en els esports de motor japonesos com Moriwaki Racing. Anteriorment, Midori Moriwaki (filla del fundador, Mamoru) havia estat directora d'equip del KYB Moriwaki Motul Racing en curses de resistència.